# Hasta el viento tiene miedo (película de 1968)
Hasta el viento tiene miedo es una película de terror gótico sobrenatural mexicana de 1968, escrita y dirigida por Carlos Enrique Taboada. Está protagonizada por Marga López, Maricruz Olivier, Alicia Bonet, Norma Lazareno, y Renata Seydel. La historia sigue a un grupo de jóvenes estudiantes, dos educadoras y un jardinero de un internado para señoritas que viven los sucesos paranormales de un alma en pena vengativa, la cual ronda las instalaciones en busca de una venganza. 
Es considerada una película de culto y se le atribuye haber revitalizado el cine de terror mexicano. En 2007, se lanzó una adaptación que llevó el mismo nombre.

## Argumento
Claudia, una estudiante de un internado para señoritas, se despierta en medio de la noche atormentada por la visión de una joven que la llama por su nombre, lo que le provoca un ataque de pánico. Oliver, el médico de la escuela, le recomienda reposo, lo que es respaldado por la subdirectora, la señorita Lucía, pero la estricta directora, la señorita Bernarda, lo descarta y ordena que Claudia regrese a clase.
Claudia y sus amigas más cercanas, Kitty, Marina, Ivete, Lili, Silvia y Verónica, notan que la cerradura de la puerta de una torre en los terrenos de la escuela está abierta; Kitty las insta a mirar adentro y Claudia afirma que conoce el lugar porque lo ha visto en sus visiones. La señorita Bernarda se entera y las castiga, obligándolas a quedarse en la escuela durante las vacaciones y a tomar clases de recuperación. Josefina, una estudiante aplicada y respetuosa de las reglas pero muy tímida, también se queda porque no tiene familia a la que acudir. La señorita Bernarda interroga a Claudia, quien le explica su visión, y la señorita Lucía le ruega que levante el castigo, mencionando un evento relacionado con el relato de Claudia, pero la directora una vez más desestima la situación.
La noche siguiente, Kitty e Ivette encuentran a Claudia caminando dormida hacia la torre y la despiertan; Claudia afirma nuevamente que alguien la estaba llamando. Sus amigas no le creen, pero Claudia dice que la chica de su visión las está mirando desde una ventana, que las otras dos también ven, huyendo en pánico y llevándose a Claudia con ellas, antes de unirse al resto del grupo para contarles lo que sucedió.
La señorita Bernarda atrapa a Kitty en posesión de una fotografía de su novio, la cual confisca. Esa noche, Kitty se cuela en la oficina de la directora para recuperarla y encuentra una fotografía de la joven de la visión de Claudia. Ella confiesa sus acciones a la señorita Lucía y le pregunta por la chica, a quien la subdirectora identifica como Andrea, una exalumna, que se le aparece al grupo poco después, lo que impulsa a la señorita Lucía a revelar la historia completa: Andrea asistió a la misma escuela cinco años antes gracias a los sacrificios de su madre soltera, demostrando ser una estudiante ejemplar, pero también fue castigada injustamente y la señorita Bernarda le prohibió ir con su madre cuando esta última estaba terminalmente enferma; ante la noticia de su muerte, la joven subió a la cima de la torre y se ahorcó. Diego, el jardinero, le dice a la señorita Lucía que ha visto a Andrea, y poco después la subdirectora también la ve. Ella se lo dice a la señorita Bernarda y le ruega que envíe a las estudiantes a casa, petición que la directora desestima. 
Esa noche, Claudia, nuevamente en estado de sonambulismo, sube la escalera de la torre y en un pequeño cuarto ve el cuerpo de Andrea colgando de una viga. El susto la hace caminar hacia atrás hasta apoyarse en un barandal de madera que se rompe y provoca que caiga al vacío, causándole, supuestamente, la muerte. Kitty y el personal la encuentran y llevan su cuerpo a la capilla de la escuela. A mitad de unos rezos de la señorita Bernarda junto a su aparente cadáver, Claudia despierta de repente, ajena a lo que ha pasado. El doctor Oliver la declara sana y salva, aunque ella actúa de forma extraña: su rendimiento en clase mejora de repente, se destaca por ser buena para tocar el piano y recuerda detalles antiguos de la escuela antes de su arribo a ella. Sus amigas y la señorita Lucía están preocupadas, pero la señorita Bernarda sigue restándole importancia a la situación hasta que descubre a Claudia en el salón de música fuera del horario de clase y decide mandarla a su casa para que se despeje por todo lo que le ha sucedido.
Esa misma noche, la señorita Lucía acude a la habitación de la señorita Bernarda cuando se va la luz. Ambas escuchan llantos fantasmales, y la señorita Bernarda, en contra del consejo de la señorita Lucía, decide ir a investigar. Encuentra a Claudia caminando en dirección a la torre y entrando en ella hasta subir a lo alto. Cuando la sigue y también sube, el fantasma de Andrea se hace presente sosteniendo una cuerda entre sus manos mientras se acerca lentamente a la señorita Bernarda, quien se halla horrorizada y paralizada por el miedo. La señorita Lucía llega en compañía del resto de las alumnas mientras oyen un grito de la directora. La subdirectora sube y encuentra el cuerpo de Bernarda colgando de una viga.
Después de los acontecimientos, la señorita Lucía es ascendida a directora y hace cambios en el internado, que se convierte en un lugar más feliz y ameno para las estudiantes. Ella y el doctor Oliver hablan sobre la muerte de la señorita Bernarda, oficialmente registrada como un suicidio. Claudia vuelve a ser ella misma, sin poder recordar los sucesos ocurridos después de su caída. Aunque todavía atormentada por sus visiones, Diego la tranquiliza diciéndole que no debe temer por Andrea, ya que su espíritu finalmente descansa en paz.

## Reparto
- Marga López como Bernarda
- Maricruz Olivier como Lucía
- Alicia Bonet como Claudia
- Norma Lazareno como Kitty Peña
- Renata Seydel como Ivette
- Elizabeth Dupeyrón como Josefina
- Lourdes Baledón como Verónica
- Irma Castillón como Silvia
- Rita Sabre Marroquín como Marina
- Pamela Susan Hall como Andrea Ferrán
- Rafael Llamas como Diego, el jardinero
- Saidi Dupeyrón como Armando
- Enrique García Álvarez como el doctor Oliver

## Producción

### Desarrollo
La película fue el primer acercamiento del director Carlos Enrique Taboada al cine de terror. Este último escribió el guion durante sus ratos libres en 1967, originalmente titulándola, «El viento tiene miedo». Taboada presionó al productor Jesús Grovas para que le permitiera dirigirla, quien finalmente aceptó con la condición de que le cambiara el nombre a la cinta.

### Rodaje
Su rodaje tuvo lugar en 1967 con ubicaciones en Ciudad de México, entre ellas el parque Viveros de Coyoacán y la Escuela Superior de Música Campus Fernández Leal.
En una entrevista de 2018 para el periódico Marca, la actriz Norma Lazareno comentó comentó que el director conspiró con los técnicos para hacerles bromas a las actrices, con la finalidad de ponerlas nerviosas durante el rodaje, lo que, según ella, aumentó la tensión y el factor miedo en la película.

## Estreno
Hasta el viento tiene miedo fue estrenada en cines de México el 30 de mayo de 1968. En 2020, tuvo un relanzamiento en Estados Unidos en formato Blu-ray.

## Recepción

### Crítica
Vulture incluyó la película en una lista de recomendaciones de películas de terror mexicanas, escribiendo: «Lo que escuchamos en la tensión construida a través del ambiente, el viento epónimo en particular, suena más conmovedor que lo que realmente se muestra en la pantalla.» ComicsBeat elogió la película por la calidad de sus actuaciones, desarrollo de personajes y ambiente.

## Adaptación
Una adaptación de la cinta con el mismo nombre fue estrenada en 2007. El proyecto fue dirigido por Gustavo Moheno y protagonizado por Martha Higareda, quien interpretó a una joven internada en una institución psiquiátrica tras un intento de suicidio. Dicha versión tuvo una recepción negativa por críticos de cine, pero gracias a su reparto juvenil, gozó de una reacción más favorable por una reducida parte del público adolescente.